# Gabriel Bernard de Rieux

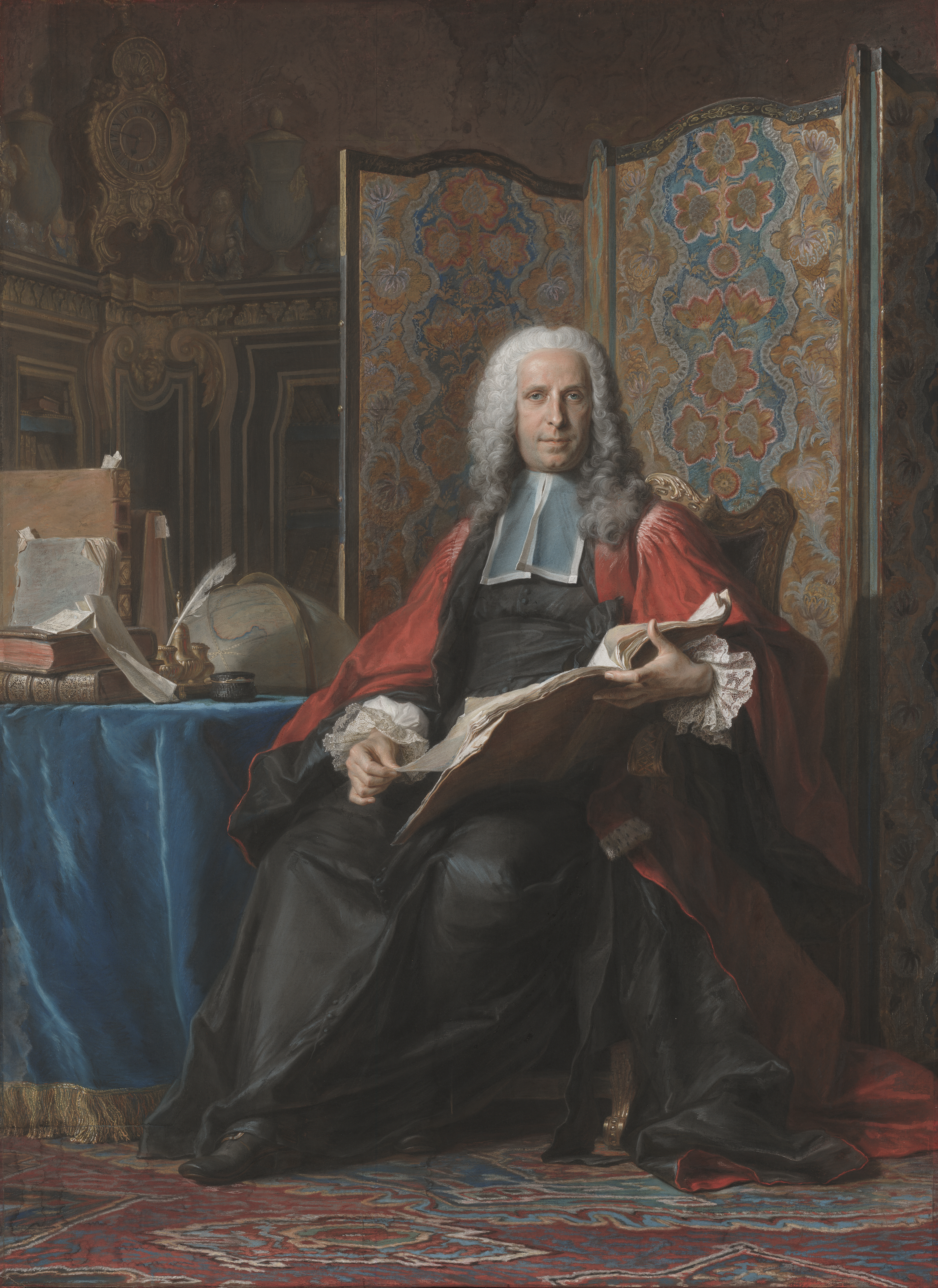
Porträt von Gabriel Bernard de Rieux, von Maurice Quentin de La Tour

Gabriel Bernard (* 1687; † 13. Dezember 1745), genannt Président de Rieux, Comte de Rieux und Baron et Seigneur de La Livinière, war ein französischer Magistrat.

## Leben
Gabriel Bernard war der jüngere Sohn des Finanziers Samuel Bernard und dessen erster Ehefrau Madeleine Clergeau. Er machte Karriere als Jurist, war Substitut des Procureur général au Parlement de Paris, Conseiller im Parlement de Paris (31. August 1714), Président der 2e Chambre des enquêtes au Parlement de Paris, Président de la Chambre des comptes (7. Januar 1727) und starb im Amt.
Als sein Vater 1739 starb, erbte er dessen Hôtel particulier in der Rue Notre-Dame-des-Victoires in Paris sowie das Land und die Herrschaft von Glisolles.
Am 18. März 1739 kaufte er Manon Dancourt, der Geliebten seines Vaters, das Schloss Passy ab und wohnte dort bis zu seinem Tod, wobei er die Tradition der Gastfreundschaft seines Vaters fortsetzte.
Er trug den Titel eines Grafen von Rieux, da sein Vater das Land als Rückzahlung einer Forderung erhalten hatte.
1739 gab er sein Porträt bei Maurice Quentin de La Tour in Auftrag, der ein großes Pastellbild (2,00 m × 1,50 m) schuf, das ihn in sitzender Ganzkörperansicht und in der Tracht eines Präsidenten des Parlaments von Paris zeigt. Dieses Porträt, das 1741 im Salon de Paris ausgestellt wurde, gilt als eines der Meisterwerke des Pastellisten. Es befindet sich heute im J. Paul Getty Museum in Los Angeles.
Zudem ließ er von Maurice Quentin de La Tour ein Porträt seiner Frau anfertigen, das 1742 im Salon ausgestellt wurde. Dieses weniger große Werk (1,16 × 0,90 m) befindet sich heute im Musée Cognacq-Jay in Paris.
1738 ließ er außerdem von Maurice Quentin de La Tour ein Porträt seiner Nichte Marie Louise Gabrielle de La Fontaine Solare anfertigen, die 1743 zur Marquise de Sesmaisons wurde. Das 0,53 m × 0,61 m große Werk wurde 1738 im Salon ausgestellt und bis 1918 in den Nachkommen seines Auftraggebers aufbewahrt. Seit 2014 gehört es zu den Sammlungen des Musée du Louvre.

### Ehe und Nachkommen
Gabriel Bernard heiratete 1717 in erster Ehe Bonne de Saint-Chamans, Tochter von François de Saint Chamans, Marquis de Mery, und Bonne de Chastellux.
Als Witwer heiratete er in zweiter Ehe am 29. Mai 1719 in der Kapelle des Schlosses Grosbois, das seinem Bruder gehörte, Suzanne Marie Henriette de Boulainvilliers (1696–1776), die Tochter von Henri de Boulainvilliers und Marie Anne Henriette Hurault du Marais. Aus dieser Ehe hatte er zwei Kinder:
- Anne Gabrielle Henriette Bernard de Rieux (1721–1736); ⚭ 1733 Gaston Pierre de Lévis, Marquis und ab 1751 Duc de Mirepoix, Marschall von Frankreich (1699–1757), ohne Nachkommen
- Gabriel-Henri Bernard de Rieux (1724–1798), 1766 zum Marquis de Boulainvilliers ernannt, Conseiller au Parlement de Paris (1744), Président de la 2e Chambre des enquêtes im gleichen Parlement (1749), Vogt und Zeremonienmeister im Ordre royal et militaire de Saint-Louis, Gouverneur von Île-de-France (1775).